# Saint-Jean-des-Mauvrets
Saint-Jean-des-Mauvrets és un municipi francès situat al departament de Maine i Loira i a la regió de País del Loira. L'any 2007 tenia 1.698 habitants.

## Demografia

### Població
El 2007 la població de fet de Saint-Jean-des-Mauvrets era de 1.698 persones. Hi havia 628 famílies de les quals 122 eren unipersonals (47 homes vivint sols i 75 dones vivint soles), 192 parelles sense fills, 279 parelles amb fills i 35 famílies monoparentals amb fills.
La població ha evolucionat segons el següent gràfic:
Habitants censats

### Habitatges
El 2007 hi havia 690 habitatges, 636 eren l'habitatge principal de la família, 23 eren segones residències i 31 estaven desocupats. 650 eren cases i 30 eren apartaments. Dels 636 habitatges principals, 527 estaven ocupats pels seus propietaris, 105 estaven llogats i ocupats pels llogaters i 4 estaven cedits a títol gratuït; 5 tenien una cambra, 27 en tenien dues, 61 en tenien tres, 132 en tenien quatre i 412 en tenien cinc o més. 547 habitatges disposaven pel capbaix d'una plaça de pàrquing. A 229 habitatges hi havia un automòbil i a 378 n'hi havia dos o més.

### Piràmide de població
La piràmide de població per edats i sexe el 2009 era:
| Homes | Edats   | Dones |
| ----- | ------- | ----- |
| 0     | 95 o +  | 0     |
| 0     | 90 a 94 | 4     |
| 4     | 85 a 89 | 0     |
| 8     | 80 a 84 | 0     |
| 24    | 75 a 79 | 24    |
| 36    | 70 a 74 | 8     |
| 16    | 65 a 69 | 20    |
| 32    | 60 a 64 | 48    |
| 36    | 55 a 59 | 36    |
| 64    | 50 a 54 | 52    |
| 44    | 45 a 49 | 48    |
| 72    | 40 a 44 | 56    |
| 60    | 35 a 39 | 64    |
| 32    | 30 a 34 | 56    |
| 40    | 25 a 29 | 36    |
| 40    | 20 a 24 | 16    |
| 60    | 15 a 19 | 60    |
| 80    | 10 a 14 | 56    |
| 60    | 5 a 9   | 56    |
| 24    | 0 a 4   | 32    |

## Economia
El 2007 la població en edat de treballar era de 1.123 persones, 855 eren actives i 268 eren inactives. De les 855 persones actives 812 estaven ocupades (429 homes i 383 dones) i 43 estaven aturades (13 homes i 30 dones). De les 268 persones inactives 125 estaven jubilades, 92 estaven estudiant i 51 estaven classificades com a «altres inactius».

### Ingressos
El 2009 a Saint-Jean-des-Mauvrets hi havia 643 unitats fiscals que integraven 1.759 persones, la mediana anual d'ingressos fiscals per persona era de 20.427 €.

### Activitats econòmiques
Dels 65 establiments que hi havia el 2007, 1 era d'una empresa extractiva, 1 d'una empresa alimentària, 1 d'una empresa de fabricació d'altres productes industrials, 13 d'empreses de construcció, 13 d'empreses de comerç i reparació d'automòbils, 3 d'empreses de transport, 1 d'una empresa d'hostatgeria i restauració, 4 d'empreses d'informació i comunicació, 4 d'empreses financeres, 8 d'empreses immobiliàries, 9 d'empreses de serveis, 5 d'entitats de l'administració pública i 2 d'empreses classificades com a «altres activitats de serveis».
Dels 14 establiments de servei als particulars que hi havia el 2009, 2 eren tallers de reparació d'automòbils i de material agrícola, 4 paletes, 2 guixaires pintors, 3 fusteries, 1 lampisteria, 1 perruqueria i 1 restaurant.
Dels 4 establiments comercials que hi havia el 2009, 1 era una fleca, 1 una carnisseria, 1 una botiga de material esportiu i 1 una floristeria.
L'any 2000 a Saint-Jean-des-Mauvrets hi havia 18 explotacions agrícoles que ocupaven un total de 1.053 hectàrees.

## Equipaments sanitaris i escolars
El 2009 hi havia 2 escoles elementals.

## Poblacions més properes
El següent diagrama mostra les poblacions més properes.